# گولییان
گولییان (به صربی: Gulijan) یک منطقهٔ مسکونی در صربستان است که در سورییگ واقع شده‌است. گولییان ۲۰۱ نفر جمعیت دارد.